# Попов Серафим Павлович
Серафим Павлович Попов (21 січня 1904, село Усмань Воронезької губернії, тепер Воронезької області, Російська Федерація — розстріляний 29 січня 1940, Москва) — радянський діяч органів держбезпеки, начальник УНКВС по Алтайському краю. Входив до складу особливої трійки НКВС СРСР. Депутат Верховної Ради СРСР 1-го скликання (1937—1938).

## Біографія
Народився в родині прикажчика мануфактурного магазину. У 1910—1914 роках — учень чотирикласного приходського училища міста Воронежа. У 1914—1917 роках — учень казенного чотирикласного вищого початкового училища міста Воронежа.
З січня 1918 по листопад 1919 року — помічник начальника, уповноважений контрольно-пропускного пункту особливого відділу Воронезької губернської надзвичайної комісії (ЧК). У листопаді — грудні 1919 року — співробітник ВЧК в Москві. У 1918 році вступив до комсомолу.
У грудні 1919 — листопад 1920 року — співробітника для доручень політичного відділу польового штабу 8-ї армії РСЧА.
У листопаді 1920 — березні 1921 року — навчання на курсах наглядачів телеграфу у Воронежі. У грудні 1920 — березні 1921 року — учень наглядача телеграфу поштово-телеграфної контори Воронежа.
У березні 1921 — січні 1925 року — наглядач телеграфу поштово-телеграфної контори Воронежа.
У січні 1925 — березні 1927 року — завідувач Миропольського районного відділення зв'язку. У березні 1927 — серпні 1928 року — завідувач Шебекинської поштово-телеграфної контори.
Член ВКП(б) з серпня 1928 року.
У серпні 1928 — березні 1929 року — начальник Розсошанського окружного відділу зв'язку.
У березні 1929 — березні 1930 року — начальник обліково-розподільного і адміністративного відділу Центрально-Чорноземного обласного управління зв'язку в місті Воронежі.
У 1930—1931 роках навчався у Воронезькому вечірньому комуністичному університеті, закінчив два курси.
У квітні 1930 — травні 1932 року — оперативний уповноважений Повноважного представництва ОДПУ по Центрально-Чорноземній області.
У травні 1932 — 1933 року — оперативний уповноважений Секретно-політичного відділу Повноважного представництва ОДПУ по Західно-Сибірському краю. У 1933 — липні 1934 року — начальник відділення Секретно-політичного відділу Повноважного представництва ОДПУ по Західно-Сибірському краю. У липні 1934 — липні 1935 року — начальник відділення Секретно-політичного відділу УДБ НКВС Західно-Сибірського краю. У липні 1935 — жовтні 1936 року — помічник начальника Секретно-політичного відділу УДБ НКВС Західно-Сибірського краю. Одночасно до жовтня 1936 року — начальник 1-го відділення Секретно-політичного відділу УДБ НКВС Західно-Сибірського краю. У жовтні — грудні 1936 року — заступник начальника Секретно-політичного відділу УДБ НКВС Західно-Сибірського краю. У грудні 1936 — січні 1937 року — заступник начальника IV відділу УДБ НКВС Західно-Сибірського краю. У січні — жовтні 1937 року — начальник IV відділу УДБ НКВС Західно-Сибірського краю.
З 1 жовтня 1937 по 17 грудня 1938 року — начальник Управління НКВС по Алтайському краю. Входив до складу особливої трійки, створеної за наказом НКВС СРСР від 30 липня 1937 року, брав активну участь в сталінських репресіях.
Заарештований 17 грудня 1938 року. Засуджений Військовою колегією Верховного суду СРСР 28 січня 1940 року до страти. Розстріляний наступного дня. Не реабілітований.

## Звання
- молодший лейтенант державної безпеки (22.03.1936)
- старший лейтенант державної безпеки (30.12.1936)
- капітан державної безпеки (22.08.1937)

## Нагороди
- орден Леніна (2.07.1937)
- знак «Почесний працівник ВЧК-ДПУ (XV)» (26.05.1933)